# Holenfeld
Holenfeld ist ein Ortsteil der Gemeinde Ruppichteroth im Rhein-Sieg-Kreis in Nordrhein-Westfalen. Bis zum 1. August 1969 war Holenfeld ein Ortsteil der damals eigenständigen Gemeinde Winterscheid.

## Geographie
Der Weiler liegt im Derenbachtal. Nachbarorte sind Derenbach im Norden und Schmitzdörfgen im Westen. 

## Geschichte
1712 lebten hier 8 Haushalte mit 31 Seelen: Anna Veronika Hohlenfelts, Wilhelm Schneider, Nicolaus Derenbach, Hilger Hatterscheid, Wittwe Heinrich Krey, Wittwe Schönauer und Henrich Schwarz.
1809 hatte der Ort 30 katholische Einwohner.
1910 waren für Holenfeld die Haushalte Ackerer Heinrich und Wimar Alenfelder, die Witwen Hubert und Peter Holenfelder, Maurer Josef Schmitz, Ackerer Philipp Schneider, Ackerer Hubert Walterscheid und Ackerer Peter Zimmenmann verzeichnet. Das Dorf war also landwirtschaftlich geprägt.

## Bedeutung
Heute ist der Ort regional durch seinen Karnevalsverein HKV bekannt.